# Витери, Даниэль
Даниэ́ль Джи́мми Вите́ри (исп. Daniel Jimmy Viteri Vinces; род. 12 декабря 1981 в Гуаякиле) — эквадорский футболист, вратарь. Выступал за сборную Эквадора.

## Биография
Даниэль Витери — воспитанник Эмелека, в основном составе которого он начал профессиональную карьеру в 1999 году. Витери становился чемпионом Эквадора со своим первым клубом дважды — в 2001 и 2002 годах. В те годы он боролся за место в основе с Рорисом Арагоном.
В 2001 году Витери в составе сборной Эквадора дошёл до 1/8 финала молодёжного чемпионата мира. Год спустя он поехал на чемпионат мира в Японии и Корее, где был запасным голкипером. Последние два матча за сборную Витери провёл в 2007 году в рамках отборочного турнира к чемпионату мира 2010 года. 13 октября в Кито эквадорцы уступили Венесуэле 0:1, а 17 октября он неудачно провёл матч против Бразилии на Маракане — хозяева выиграли со счётом 5:0. Витери подвергался большой критике за свои действия в последнем матче.
После перехода в «Депортиво Кито» Витери в первые два сезона он был первым вратарём в своём клубе. В 2007 году он реже играл за «Депортиво». В 2008 году Витери перешёл в ЛДУ Кито. Клуб сумел впервые в истории эквадорского футбола завоевать Кубок Либертадорес. Основным вратарём ЛДУ был Хосе Франсиско Севальос, признанный лучшим голкипером 2008 в Южной Америке. Однако и Витери внёс свой вклад в победу команды — он провёл 2 матча том победном розыгрыше. Но затем Витери угодил в глубокий запас. В 2009 году место основного вратаря в клубе занял молодой Александер Домингес, который сумел вытеснить из ворот самого Севальоса, он же провёл все матчи в розыгрыше Южноамериканского кубка 2010 года, поэтому этот титул Витери (как и Севальос) завоевал не сыграв в турнире.
В 2010 году Витери был отдан в аренду в гуаякильскую «Барселону», где за год сыграл лишь в шести матчах чемпионата и в одном — Южноамериканского кубка. В 2011 году Витери вернулся в ЛДУ, и первую свою игру провёл лишь в августе. По окончании сезона 2017 года покинул ЛДУ.

## Титулы
- Чемпион Эквадора (2): 2001, 2002
- Обладатель Кубка Либертадорес (1): 2008
- Обладатель Южноамериканского кубка (1): 2009
- Финалист Южноамериканского кубка (1): 2011
- Обладатель Рекопы (1): 2009